# Operação Spring
A operação Spring foi uma operação militar levada a cabo pelas forças aliadas durante a Segunda Guerra Mundial. Ocorreu durante a batalha da Normandia entre 25 e 27 de julho de 1944 em França. O objetivo da operação era fixar as forças alemãs, principalmente as divisões de blindados, a leste da frente de forma a facilitar a operação Cobra a oeste, levada a cabo pelos americanos que tentam furar a frente a sul de Cotentin.
Esta operação é levada a cabo pelo 2º corpo canadiano comandado pelo Tenente-general Guy Simonds, confrontando o grosso das forças blindadas alemãs, principalmente o 1º SS-Panzerkorps do SS-oberstgruppenführer Sepp Dietrich, que obtém uma vitória defensiva.
Na noite do 24 para o 25 de julho, sob as luzes dos projetores antiaéreos e com o apoio de tanques e artilharia, Simonds envia a infantaria canadiana para o sul de Caen, sobre os três eixos de May, Verrières e Tilly para chegarem a Fontenay-le-Marmion, Rocquancourt e Garcelles-Secqueville, e talvez abrir a estrada de Falaise. À exceção da tomada da aldeia de Verrières pelo Regimento real de infantaria ligeira de Hamilton do Tenente-coronel J. M. Rockingham, todas as outras ações canadianas falharam frente à resistência alemã.
A operação custou muitas vidas humanas. No total os canadianas tiveram mais de 1500 perdas, das quais cerca de 450 morreram em combate. Foi, para as forças canadianas, a operação mais importante em perdas humanas da Segunda Guerra Mundial, depois do desembarque de Dieppe que de 5 000 combatentes perderam-se 3367 homens, com 907 mortos em combate.
A derrota da operação Spring e o sucesso da operação Cobra valem a Montgomery a perda do comando sobre as tropas americanas e a Simonds largas críticas.

## Situação militar

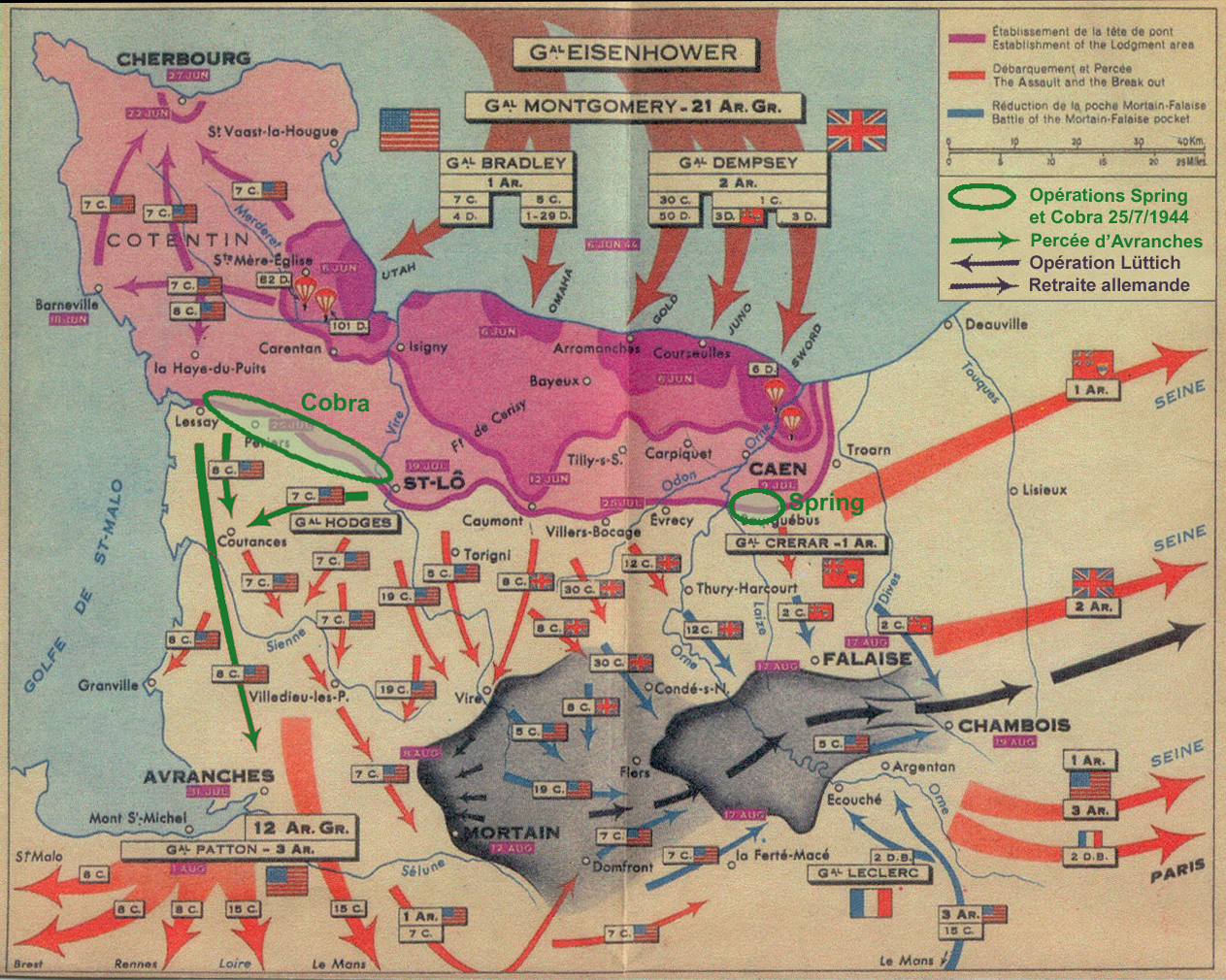
Carta da batalha da Normandia com a situação das operações Spring e Cobra

A tomada da cidade de Caen e arredores era importante para permitir aos Aliados a construção de aeródromos. É um dos objetivos iniciais do Dia D, o primeiro dia do desembarque a 6 de junho de 1944 para o 21º Grupo de Exércitos britânicos. Além disso, estando Caen no Orne, a tomada da cidade permitiria ao Segundo Exército britânico sob as ordens do tenente-general Miles Dempsey e ao 2º Corpo canadiano do tenente-general Simonds ter uma testa de ponte na outra margem do rio e dessa forma proteger eficazmente o flanco leste de qualquer contra-ataque alemão.
A conquista da cidade é bem mais difícil do que previsto, provocando importantes perdas entre os soldados canadianos e britânicos. As forças do VIIº Exército alemão do SS-obergruppenführer (general de exército-SS) Paul Hausser e do 5º Grupo Panzer Oeste do general der Panzertruppe (general de exército) Heinrich Eberbach ficam enfraquecidas pelos combates, mas recebem importantes reforços de blindados de outras regiões. A 18 de junho chega a 2ª Panzerdivision e, vinda da Bélgica, a 1ª divisão SS Leibstandarte Adolf Hitler; a 23 de junho, da Polónia, veio a 9ª Panzerdivision SS Hohenstaufen e a 10ª Panzerdivision SS Frundsberg e a 28 de junho, de Toulouse, a 2ª divisão SS Das Reich.

Um blindado Sherman e um canhão antitanque Ordnance QF 6 pounder no centro de Caen

Em junho e julho de 1944 os Aliados fazem diversas tentativas de captura da cidade e arredores com vista a estabelecer pistas de aviação para complementar o aeródromo de Carpiquet para apoio aéreo. As diversas operações lançadas pelo general Bernard Montgomery, comandante em chefe das forças terrestres, sobre Caen e o sul de Caen são sujeitas a polémica. Montgomery está satisfeito com a sua estratégia em conformidade com a apresentada e aprovada em Londres a 15 de maio: « O Segundo Exército britânico tem como papel o assalto a oeste do Orne e de levar a cabo operações a sul e sudeste para assegurar aeródromos e proteger o flanco leste do 1º Exército dos Estados Unidos que deverá tomar Cherbourg. Depois o Segundo Exército seguirá pela esquerda e apresentará uma frente sólida contra manobras adversas vindas de leste. » As operações encadeiam-se mas sem resultados decisivos, e a parte norte de Caen só cairia a 10 de julho, após longas operações, sem que Montgomery alguma vez procurasse mudar de estratégia: operações Perch de 7 aa 15 de junho, Epsom de 25 a 29 de junho, Windsor a 4 de julho, Charnwood a 8 de julho, Jupiter a 10 de julho. A chegada ao Orne e o controlo do sul de Caen só se tornaram possíveis após as operações Greenline (15 de julho), Pomegranate (16 de julho), Atlantic (17 a 21 de julho) e Goodwood (18 a 22 de julho). Contudo, mesmo após a tomada da cidade, as praias britânicas e canadianas continuavam sob o fogo da artilharia alemã.

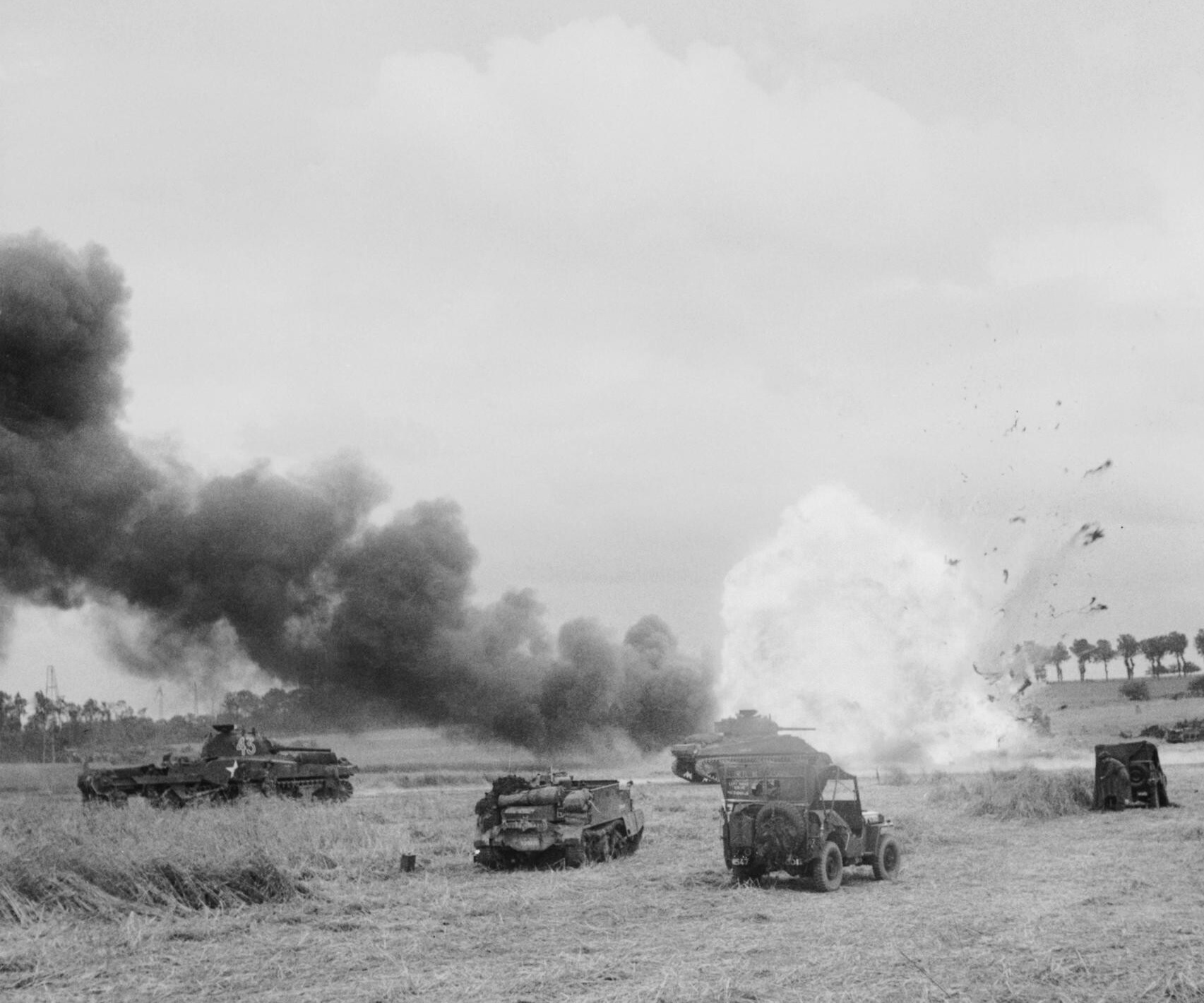
Explosão de um camião de munições da 11ª divisão blindada após ter sido atingido por um tiro de morteiro durante a operação Epsom (batalha de Caen)

O general Dwight David Eisenhower não tinha a opinião de Montgomery e achava o avanço demasiado lento e as perdas humanas demasiado importantes: 34 700 perdas canado-britânicas, com 6 010 mortos, e 62 028 perdas americanas, com 10641 mortos. O comandante supremo dos aliados encontra-se com o tenente-general Omar Bradley a 19 de julho e com Montgomery a 20. Após uma visita de Eisenhower, Montgomery escreve numa circular: «Devemos melhorar e conservar sem fraquejar a já boa posição que ocupamos no flanco leste, e estarmos prontos a passar à ação deste lado. » A 21 de julho pede ao seu estado-maior uma operação de grande envergadura para furar a frente a leste, onde se encontra mais fraco, ao longo da costa, em direção ao Sena, frente ao 86º Corpo alemão composto por três divisões de infantaria que ainda nunca combateram. É com vista a essa operação que o 1º Exército canadiano é reforçado e a as tropas britânicas e canadianas da frente reorganizadas.

Os generais Bradley, Montgomery e Dempsey (da esquerda para a direita) na Normandia, a 10 de junho de 1944

Mas é a pedido de Bradley, que organiza a operação Cobra a oeste e que propõe a leste uma operação de equilíbrio em direção a Falaise, que Montgomery abandona a operação em direção a leste para planear a operação Spring, cujo objetivo é o de conseguir fixar os panzers à volta de Caen. Eisenhower espera uma grande operação sobre Falaise, e Montgomery deixa Simonds organizar apenas uma operação de fixação, com uma eventual exploração de uma quebra alemã se tal se providenciar. Simonds declararia mais tarde ter entendido que se tratava de uma simples "diversão" com o objetivo de manter o inimigo ocupado enquanto a principal ofensiva seria lançada na frente americana.
O atentado contra Hitler de 20 de julho não parece ter tido consequências diretas no comportamento das tropas alemãs da Normandia, mas enfraquece a confiança de Hitler nos seus chefes militares vindos da nobreza germânica; a retirada do generalfeldmarschall (marechal) von Kluge do comando a 16 de agosto é um bom exemplo. O Führer apoia-se cada vez mais nos chefes das SS, prejudicando as já difíceis relações entre a Waffen-SS e a Wehrmacht.
Após o sucesso americano e o fracasso da contra-ofensiva alemã Lüttich, Montgomery, então comandante do 21º grupo de Exércitos britânicos e promovido a Field Marshal (marechal), mas mantendo a coordenação dos dois grupos de exércitos americano e britânico, planeia um ataque a leste da frente, em direção ao sul e não a leste, com tropas canadianas e a 1ª divisão blindada polaca do general brygady (general de brigada) Stanislaw Maczek (desembarcado a 1 de agosto) durante a operação Totalize (7 de agosto).
Bradley abandona em parte a Bretanha e os seus portos para levar as suas tropas americanas com o a 2ª DB francesa do general de divisão Leclerc (desembarcado a 1 de agosto) para iniciar o cerco às forças alemãs na bolsa de Falaise (de 12 a 21 de agosto).

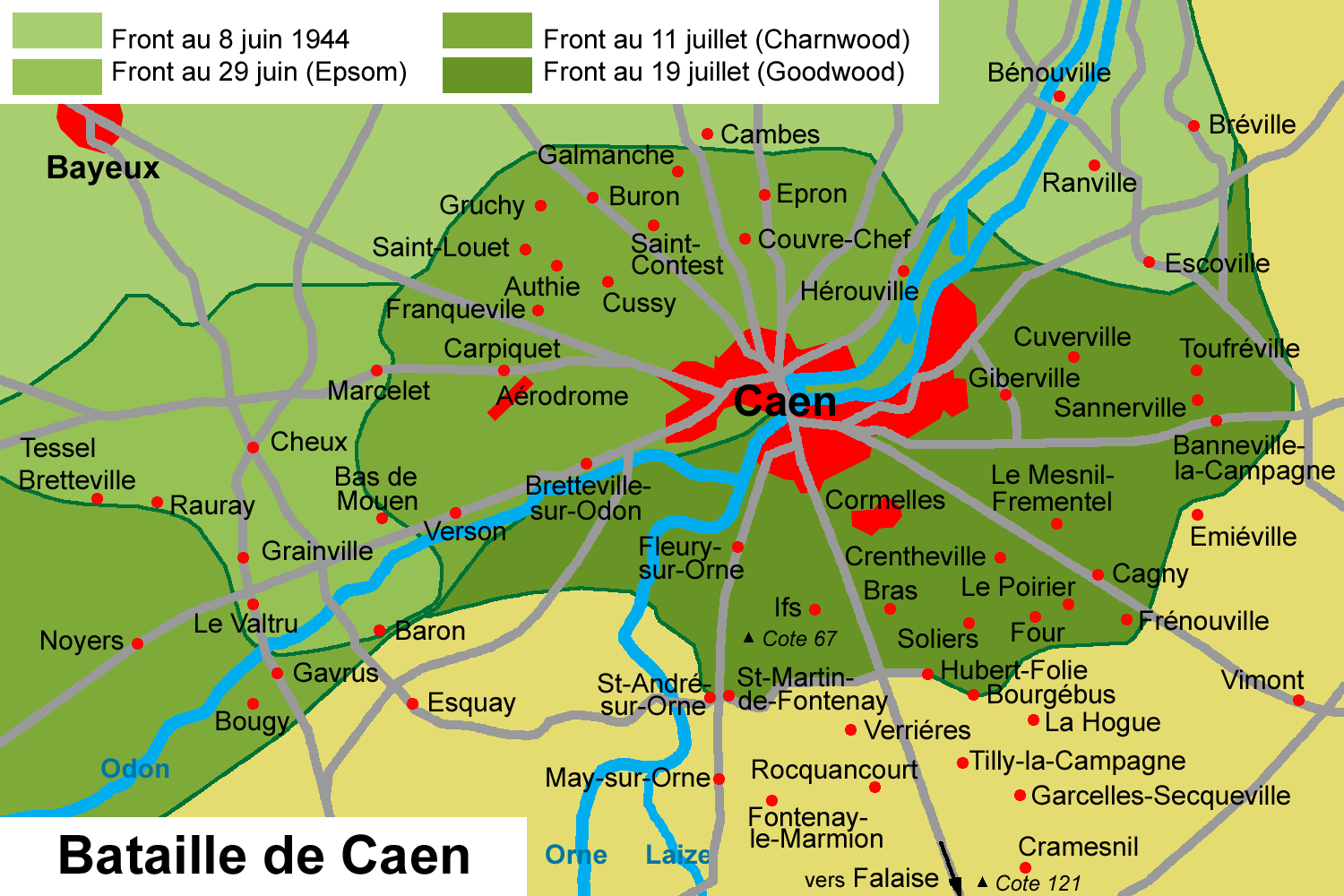
Desenvolvimento da Batalha à volta de Caen

## Historiografia

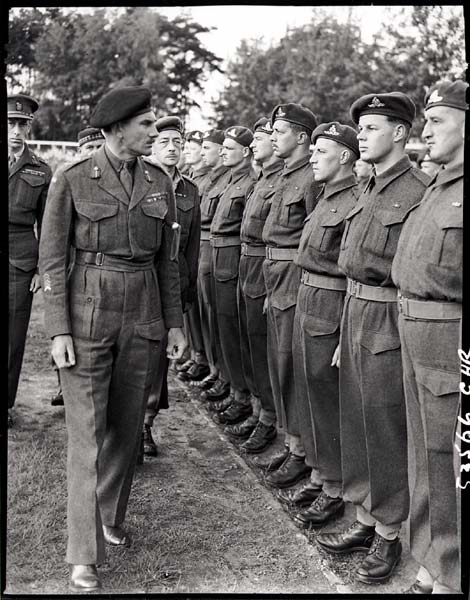
Tenente-general Guy Simonds passando em revista em Inglaterra

As diversas operações lançadas pelo general Montgomery sobre Caen e sul da cidade são polémicas. Já em junho e julho de 1944, o Air Chief Marshall Sir Trafford Leigh-Mallory, comandante em chefe das forças aérias e sobretudo o Air Chief Marshal Sir Arthur Tedder, adjunto direto do general Dwight David Eisenhower, acusam Montgomery dos fracos ganhos territoriais nas planícies de Caen, dificultando a instalação das pistas de aviação. Além de que a ação do tenente-general Simonds é fortemente submetida a críticas pelo comando superior canadiano que vê na operação Spring uma ação para abrir a estrada de Falaise, enquanto que Simonds sempre mencionou a operação como uma ação de diversão para manter o maior número de forças alemãs em prol da operação Cobra. De qualquer forma, foi essa a interpretação que ele deu às ordens de Montgomery.
A ação das tropas do Canadá que participaram na tomada de Caen e na operação Spring também não escapa à crítica. Acusam as tropas de falta de combatividade. A primeira é de uma obra de C. P. Stacey, historiador oficial das tropas canadianas na Normandia, que menciona falta de preparação das tropas canadianas: « a falta de experiência em combate fez, sem dúvidas, o seu efeito no seio das formações canadianas. Estiveram bastante bem, mas teriam estado melhor se não tivessem que aprender a sua profissão à medida que combatiam. [...] Não é difícil assinalar algumas ocasiões no decurso da campanha da Normandia onde formações canadianas não exploraram ao máximo as suas hipóteses. » Quanto a John A. English em The Canadian Army and the Normandy Campaign: A Study of Failure in High Command, publicado em 1991, coloca o peso da derrota na chefia canadiana e principalmente sobre o general Simonds.

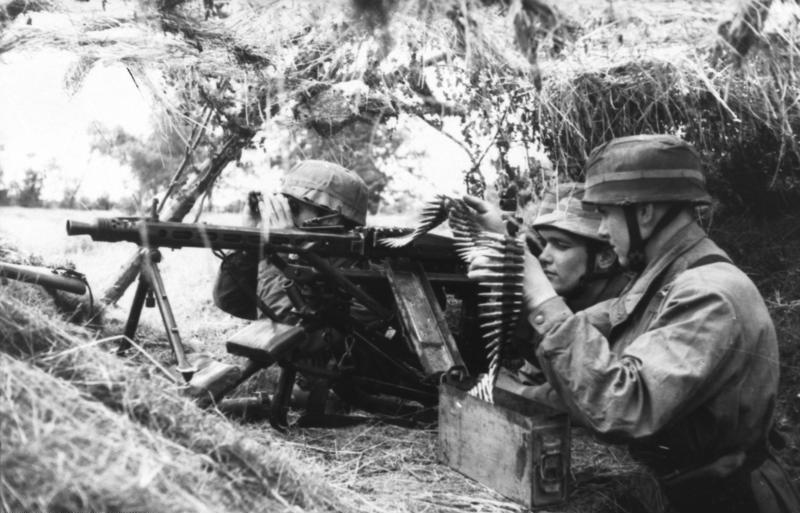
Soldados alemães com uma MG-42 (Maschinengewehr 42)

Desde o início dos anos '90 que a análise da situação das tropas do Canadá se inverte. Para as mais recentes obras sobre os canadianos na Normandia, é necessário recorrer a Gregory Liedtke, historiador militar especializado no estudo do exército alemão de 1933 a 1945 e na guerra russo-alemã de 1941 a 1945, que esclarece de novo a batalha de da Normandia. Liedtke apoia-se nas análises mais realistas de Terry Copp (2003) e Ken Tout (2000). É interessante notar, diz ele, que Ken Tout afirma que "é apenas C. P. Stacey, o historiador oficial, que colocou a faca na ferida e a virou. Os outros colocaram-se na fila atrás de Brutus, armados com facas ainda mais afiadas. " O tenente-coronel de reserva, universitário e historiador, Roman Johann Jarymowycz, tinha já aberta a via de reabilitação das capacidades de combate e resistência das forças alemãs na Normandia e daí a luz ao fundo do túnel sobre os enormes esforços das tropas aliadas na batalha de Caen. As unidades combatentes formavam cerca de 50% do exército alemão, contra 38% para os exércitos aliados; nas divisões operacionais as diferenças eram ainda maiores: 44% contra 20%. As tropas alemãs eram de fato duas vezes mais eficazes no campo de batalha do que as tropas aliadas. No aspecto material, as MG-maschinen gewehr (metralhadoras alemãs) tinham uma cadência de tiro duas vezes superiores às Bren e Vickers aliadas; os tanques Tiger e Panther eram superiores aos Sherman, Churchill e Cromwell. Um estudo do coronel Trevor Dupuy avalia "que em todas as ciscunstâncias, o soldado alemão fazia regularmente 50 % mais de vítimas que o seu homólogo britânico ou americano". A superioridade aliada era no ar e nas suas capacidades de aprovisionamento logístico. Mas a partir de 1 de julho, Montgomery é confrontado com um enorme esforço em termos de reforços humanos. Duas perdas seriam substituídas por somente um homem. Felizmente para os Aliados, lutam com 25 divisões contra 18 (talvez não mais de 14 em termos de efetivos). Jarymowycz fornece uma boa análise da operação Spring num estudo de 1993 que serve também de base para os trabalhos de Gregory Liedtke.
A atual teoria e todos esses estudos recentes reabilitam um pouco Montgomery e, sobretudo, a bravura das tropas anglo-canadianas, colocando em evidência a coragem e fanatismo das tropas do VIIº Exército alemão. As várias batalhas à volta de Caen param as tropas alemãs assim como o envio de reforços para oeste, possibilitando a rutura decisiva nas linhas alemãs, que era um dos principais objetivos da batalha da Normandia.

## Forças no terreno

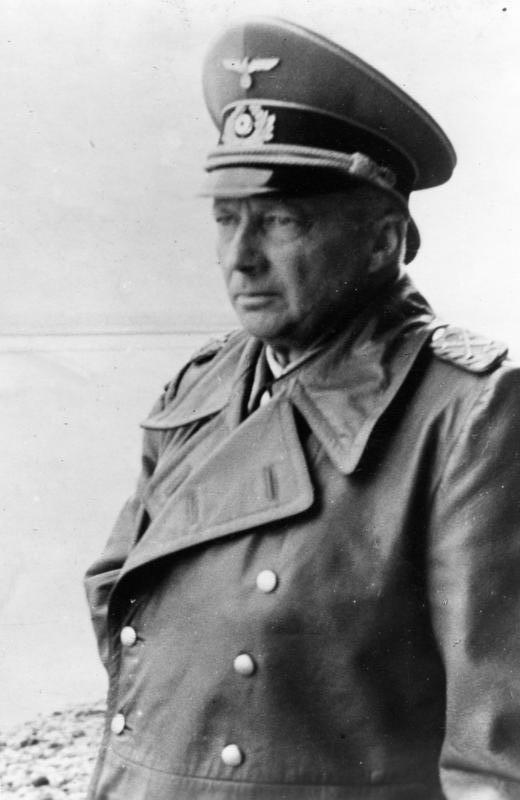
Hans Günther von Kluge

É o general Harry Crerar, comandante do 1º Exército canadiano, que tem em mãos a parte leste da frente da batalha. O tenente-general John Crocker e o 1º Corpo britânico detêm o flanco leste (relativamente estável desde a noite de 5 para 6 de junho). O centro-leste está sob a responsabilidade do tenente-general Miles Dempsey, comandante do 2º Exército britânico. O sul de Caen, muito solicitado, é o campo de ação do 2º Corpo canadiano do tenente-general Guy Simonds. O 1º Exército canadiano e o 2º Exército britânico estão sob as ordens do general Montgomery.
Os alemães reorganizaram as suas tropas. Desde o 2 de julho que é o generalfeldmarschall (marechal) Hans G. von Kluge que substitui o generalfeldmarschall Gerd von Rundstedt, retirado de suas funções de chefe de estado-maior da frente oeste por ter respondido "A paz" à pergunta "O que é necessário fazer?" do generalfeldmarschall Wilhelm Keitel. O generalfeldmarschall Rommel foi substituído à frente do Grupo de Exército B (desde 17 de julho) devido a ferimentos provocados por um ataque aéreo ao seu automóvel. O VIIIº Exército alemão está sob as ordens do SS-obergruppenführer Paul Hausser, mas as tropas blindadas que representam o 5º Grupo Panzer Oeste estão sob as ordens do general der Panzertruppe Heinrich Eberbach, respondendo diretamente a Hitler devido a um princípio de centralização resultado de desconfiança, tal como a aviação respondia diretamente ao Reichsmarschall Göring e a marinha ao oberbefehlshaber (almirante) Dönitz. No flanco está o 86º Corpo alemão, frente ao 1º Corpo britânico. A sul de Caen o 1º SS-Panzerkorps está frente a frente com o 2º Corpo canadiano. O 2º SS-Panzerkorps e o 47º Panzerkorps estão frente a frente com o 2º Exército britânico.
A operação Spring só diz respeito ao 2º Corpo canadiano e ao 1º SS-Panzerkorps.

### Forças canadianas
- 2ª divisão de infantaria do Canadá: localizada a oeste da estrada de Caen para Falaise, entre essa estrada e o rio Orne. Tem uma frente de cerca de 4 km. Dirigida pelo major-general Charles Foulkes. São tropas que desembarcaram recentemente no teatro de operações e que não têm experiência em combate.
- 3ª divisão de infantaria do Canadá: localizada a leste, entre a estrada de Caen para Falaise e a estrada de Caen para Mézidon-Canon. Tem uma frente de cerca de 7 km e está sob o comando do major-general Rodney Keller. São tropas particularmente aguerridas e lutam desde o Dia D.
- 2ª brigada de blindados do Canadá: colocada por trás da 2ª divisão de infantaria, sob as ordens do brigadeiro R. A. Wyman.
- 7ª divisão de blindados britânica ("Ratos do Deserto"): colocada por trás da 3ª divisão de infantaria do Canadá, sob as ordens do major-general Gerald L. Verney.
- Divisão de blindados dos Guardas britânico: na reserva a sul de Caen, perto de Ifs. Liderada pelo major-general Allan H.S. Adair, são tropas experientes da guerra do deserto e da campanha de Itália.[33]

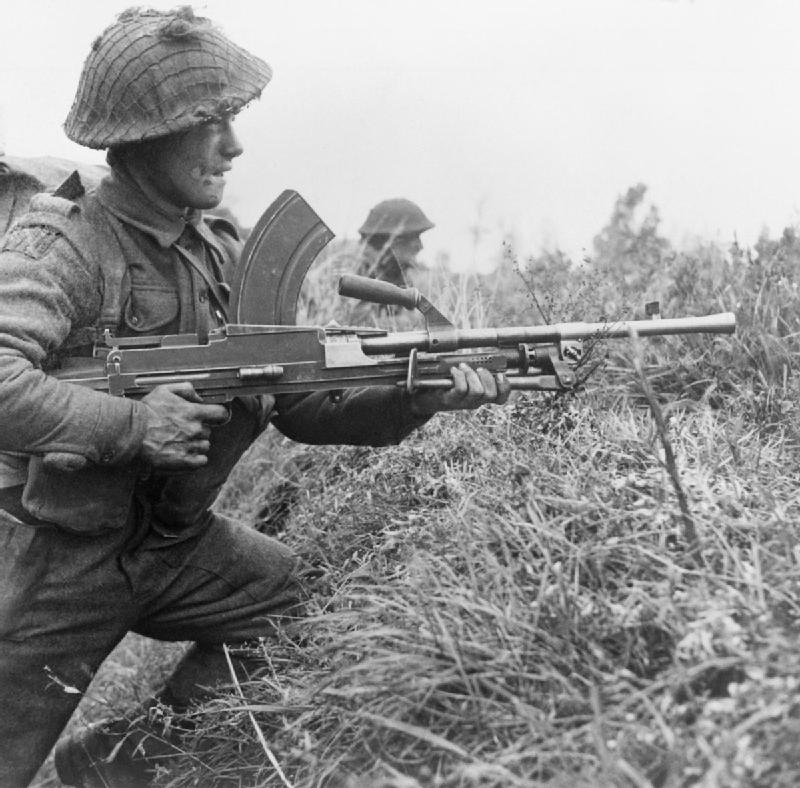
Unidade de apoio da Royal Scots com uma pistola-metralhadora BREN

Pertence ao tenente-general Simonds e ao seu 2º Corpo canadiano a honra de abrir a estrada de Falaise. Simonds mobiliza a 2ª divisão de infantaria do Canadá: o Royal Regiment of Canada, o regimento Royal Hamilton Light Infantry da 4ª brigada, o Black Watch of Canada, regimento de Maisonneuve e os Calgary Highlanders para a 5ª brigada, e os Queen's Own Cameron Highlanders of Canada para a 6ª brigada. Para a 3ª divisão de infantaria: os North Nova Scotia Highlanders e os Stormont, Dundas and Glengarry Highlanders da 9ª brigada. Tal representa quase uma divisão com um total de 8 batalhões com cerca de 4 000 homens e graduados. Como apoio, mobiliza 3 batalhões de blindados: o 1º e o 5º Royal Tank Regiment da 7ª divisão de blindados, 22ª brigada e o squadron B de Fort Garry Horse e os squadrons B e C do 1º Regimento de Hussards do Canadá da 2ª brigada blindada canadiana, representando um total de 61 carros de combate e 11 blindados ligeiros. A divisão blindada dos Guardas fica em reserva para aproveitar oportunidades. As restantes brigadas podem intervir como apoio em caso de necessidade. Simonds dispõe também do fogo de apoio da artilharia de campanha e da artilharia real do grupo do exército.

### Forças alemãs

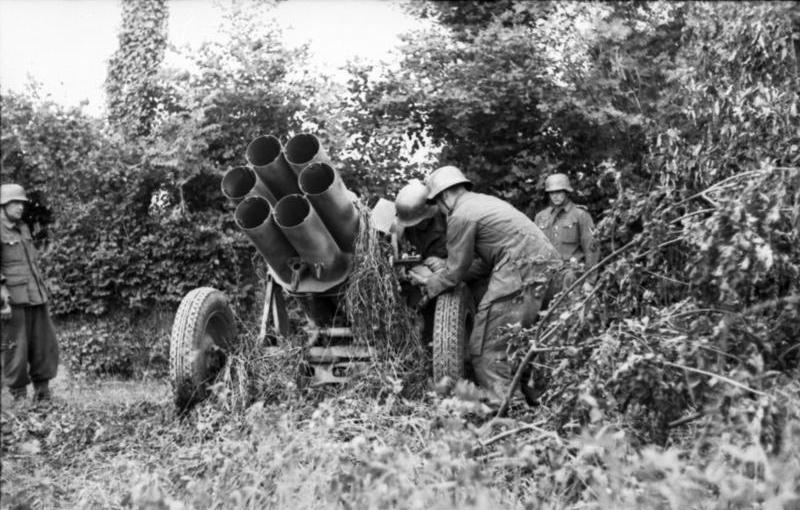
Lança-roquetes Nebelwerfer

- 1º SS-Panzerkorps: chefiada pelo SS-oberstgruppenführer Sepp Dietrich, tem em mãos uma frente de cerca de 15 km, a sul de Caen, do Orne e da estrada de Caen para Mézidon-Canon.

- 272ª divisão de infantaria: sob as ordens do generalleutnant Friedrich-Auguste Schack, tem em mãos uma frente de cerca de 4 km, a oeste, entre o Orne e a estrada de Caen para Falaise. A 272ª é uma das três "divisões 270" criadas em 1943 e enviadas em formação para a França. A divisão saiu da região de Perpignan após o desembarque da Normandia. Os "270" são na maioria constituidos por veteranos alemães e alistados russos e polacos (as Osten Truppen). A 272ª já teve experiência de combate durante a operação Atlantic (18 a 23 de julho). Tem três regimentos de granadeiros, um batalhão de fuzileiros e um batalhão de caçadores de tanques equipados com canhões antitanques de 75mm. A sua artilharia mantém-se intacta.[36][37]

- Panzerdivision SS Leibstandarte Adolf Hitler: sob as ordens do SS-Brigadeführer Theodor Wisch, com uma frente de cerca de 7 km, no centro, da estrada de Caen para Falaise até à estrada de Caen para Mézidon-Canon. A Leibstandarte Adolf Hitler é a melhor divisão Panzer, com experiência na Polónia (1939), França (1940), Grécia (1941) e Rússia (1942 e 1943). Chegara da Bélgica, onde foi reestruturada. Tem dois batalhões de carros de combate, um batalhão com tanques Panthers e o outro com tanques Mark IVs, e seis batalhões de infantaria montada com transportes de tropas semi-blindadas, sendo um deles um batalhão de Sturmgeschutz III e outro de Panzerjäger com uma companhia equipada com Jagdpanzer IV. A 1ª SS Panzerdivision é reforçada por um batalhão independente de Tigers, o 101º batalhão SS Panzer.

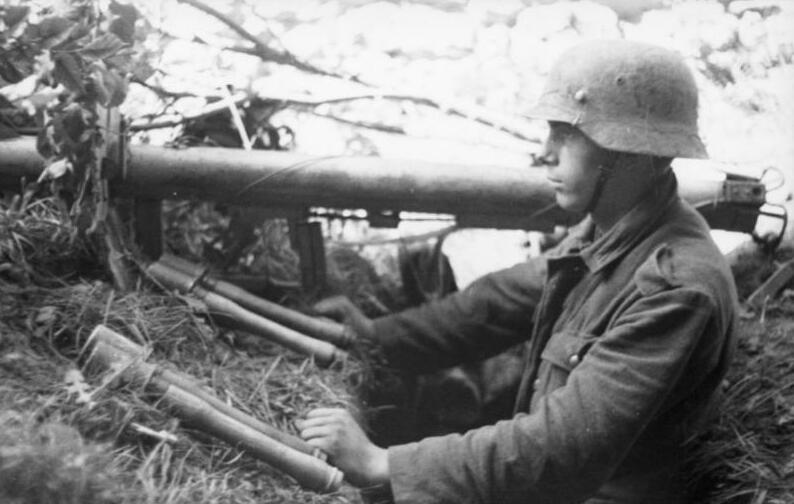
Soldados alemães em combate

- 12.ª Panzerdivision SS Hitlerjugend, sob as ordens do SS-oberführer (general de brigada SS), encontra-se numa frente de cerca de 4 km, a leste da estrada de Caen para Mézidon-Canon. No alto da berma oeste do rio Orne, encontra-se a 10.ª Panzerdivision SS Frundsberg do SS-Gruppenführer (general do corpo de exército SS) Heinz Harmel.[36][37]
- A 2.ª Panzerdivision do generalleutnant Heinrich Freiherr von Lüttwitz: na reserva, atrás da 272.ª divisão de infantaria, ao longo do vale do rio Laize.
- A 9.ª Panzerdivision SS Hohenstaufen do SS-Brigadeführer Sylvester Stadler, por trás da 1.ª SS Panzerdivision.
- A 116.ª Panzerdivision do general Gerhard von Schwerin, reserva da 12.ª Panzerdivision, chegada recentemente e sob o controlo do comando supremo (a OKW).[36][37]

A 272ª divisão e a 1ª SS Panzerdivision são as forças que recebem o choque da operação Spring. Têm o apoio de artilharia do 1º SS Panzerkorps acabada de ser reforçada pela 8ª brigada Werfer.

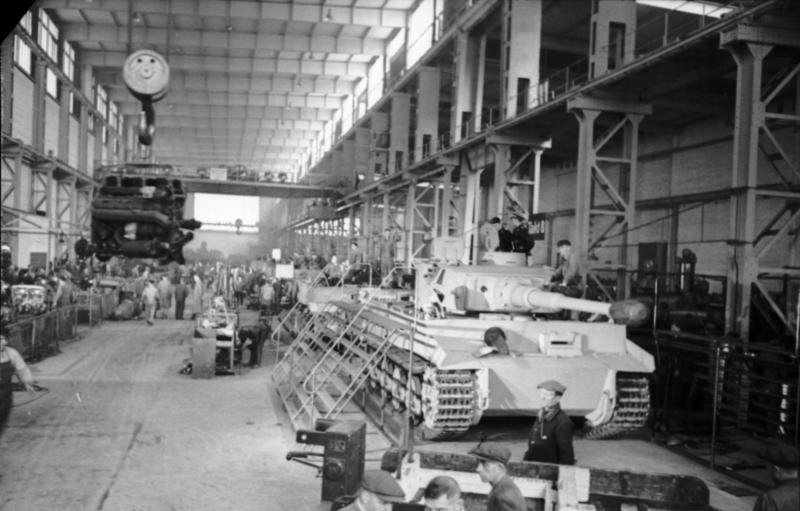
Cadeia de montagem do tanque Tigre (1944)

A leste da estrada de Caen para Mézidon-Canon, a 12ª Panzerdivision SS Hitlerjugend, sob as ordens do SS-oberführer Kurt Meyer, está sob uma frente de cerca de 4 km. Do lado oeste do rio Orne está a 10ª Panzerdivision SS Frundsberg do SS-Gruppenführer Heinz Harmel.
Entre maio, junho e julho de 1944 a Wehrmacht recebeu 2 315 blindados tendo tido uma perda de apenas 1 730. No entanto, de 6 de junho a 23 de julho, o grupo do exército B apenas recebeu duas dúzias de tanques tendo tido uma perda de 3/400, e 10 078 soldados contra 116 863 perdas. Sob uma força teórica de 80 a 88 blindados por divisão, sobram 79 tanques e 32 canhões de assalto para a 1ª SS Panzerdivision, 58 tanques para a 12ª SS Panzerdivision, 20 tanques e 11 canhões para a 10ª SS Panzerdivision, 60 tanques e 15 canhões para a 2ª Panzerdivision, 44 tanques e 14 canhões para a 9ª SS Panzerdivision e 63 tanques e 25 canhões para a 116ª Panzerdivision. Ou seja 157 tanques e 43 canhões de assalto na primeira linha, e 167 tanques e 54 canhões de assalto na reserva. A meio de julho, na região de Bourguébus, a artilharia de campanha alemã ainda tem cerca de 300 canhões e 272 lança foguetes de 6 tubos Nebelwerfer.

## Desenvolvimento da operação Spring

### Contexto
A Operação Atlantic permitiu um avanço de cerca de 10 km às tropas canadianas, a sul de Caen até às vilas de Saint-André-sur-Orne e Saint-Martin-de-Fontenay. As tropas britânicas igualam a frente avançando 11 km a leste de Caen tomando Bourguébus, deixando os alemães a oeste de Caen entro o rio Orne e o rio Odão (operação Goodwood). Mas nem a operação Atlantic nem a operação Goodwood puderam abrir a estrada de Falaise. O mau tempo não ajudou, e a frente estabilizou a 20 de julho. 

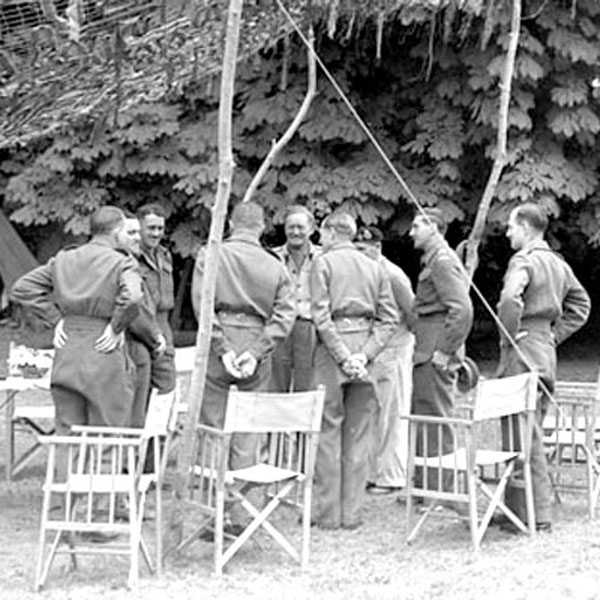
Reunião no QG do 2º Corpo canadiano na Normandia, a 20 de julho de 1944. (Montgomery (3º. à direita) conversando com Simonds (2º. à direita) Foto do Tenente Donald I. Grant)

No que toca à operação Spring, o 2º Corpo canadiano a oeste do rio Orne parou a norte de Saint-André-sur-Orne, Saint-Martin-de-Fontenay e da quinta de Troteval. Detém as vilas de Hubert-Folie, Bourguébus e Frénouville.
O 1º SS Panzerkorps, 1 km mais a sul, reorganizou-se sobre uma frente a oeste do rio Orne e entre o Orne e o rio Odon, do 2º SS Panzerkorps. Ocupa as vilas de May-sur-Orne, Verrières e Tilly-la-Campagne sobre uma cratera controlando de uma lado e do outro a estrada de Caen para Falaise, e a leste La Hogue e Bellengreville. O 1º SS Panzerkorps tem também unidades avançadas nas vilas de Saint-André-sur-Orne, Saint-Martin-de-Fontenay e na quinta de Troteval. Os alemães tiveram o tempo em que decorreu a batalha de Caen para organizarem essa linha de defesa. Os Black Watch tiveram a infelicidade de comprovar isso quando foram atacados por elementos da 272ª divisão de infantaria alemã colocados em túneis de minas no local denominado «A Fábrica», movimentando-se ao abrigo das tropas canadianas.
O mau tempo que colocou um fim às operações Atlantic e Goodwood a 20 de julho por falta de apoio aéreo, está quase a melhorar e os aliados esperam apenas um bom tempo para iniciarem a operação Cobra.

### Planificação
Desde 21 de julho que Simonds trabalha na ofensiva para leste. Montgomery pede-lhe então com urgência um plano para a operação Spring. Essa operação deveria ser executada o mais cedo possível para contrabalançar a operação Cobra prevista inicialmente para 20 de julho mas adiada para dia 24 devido ao mau tempo.

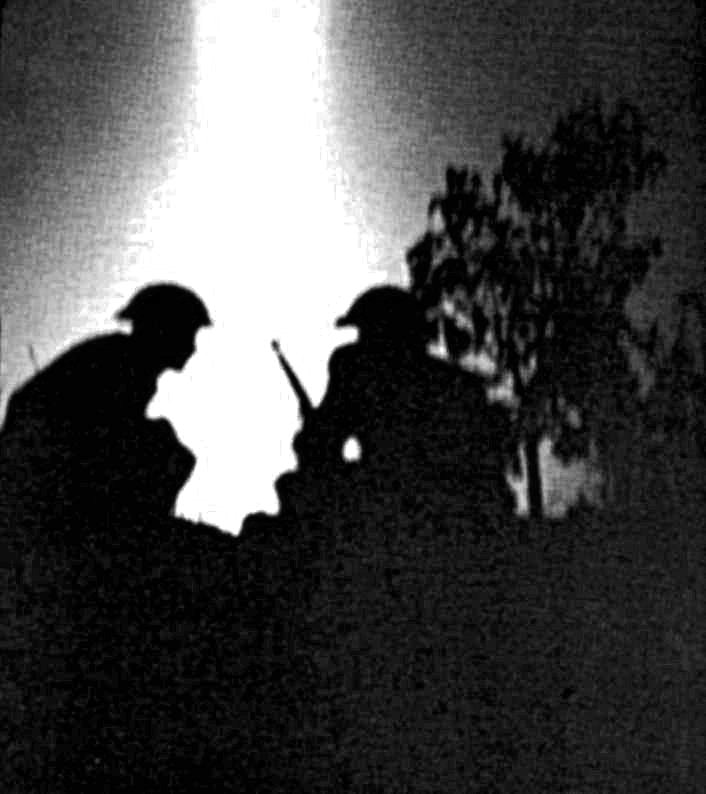
Sob o luar durante a operação Spring

Simonds planeia a operação tendo três fases:
1. a tomada da linha da frente alemã May-Verrières-Tilly, assim como a linha da cratera Verrières-Tilly, na primeira parte da noite;
2. abertura da frente pela tomada de Fontenay-le-Marmion, Rocquancourt e Garcelles-Secqueville na segunda parte da noite;
3. em caso de sucesso, preferencialmente ao nascer do dia, aproveitamento da tomada de Cintheaux e de Cramesnil.

Se a operação terminar com o desmoronamento das forças alemãs e com confrontos com os regimentos de reconhecimento, prevê o envio de veículos blindados para o rio Laizon ao cair do dia e, porque não de seguida, para Falaise. Os Queen's Own Cameron Highlanders of Canada devem assegurar a passagem por Saint-André-sur-Orne e Saint-Martin-de-Fontenay. Os Calgary Highlanders devem tomar May-sur-Orne, depois os Black Watch devem tomar Fontenay-le-Marmion. Todos eles têm o apoio dos tanques do esquadrão B do 1º. Hussars. O Royal Hamilton Light Infantry toma conta da vila de Verrières acima da cratera com o apoio dos tanques do 1º. Royal Tank regiment. É seguido pelo Royal Regiment of Canada que tem Rocquancourt como objetivo e o apoio  dos tanques do esquadrão C do 1º. Hussars. Tilly-la-Campagne é o objetivo dos North Nova Scotia Highlanders com o apoio dos tanques do esquadrão B do Fort Garry Horse. Seguem-se os Stormont, Dundas and Glengarry Highlanders cujo objetivo é Garcelles-Secqueville.

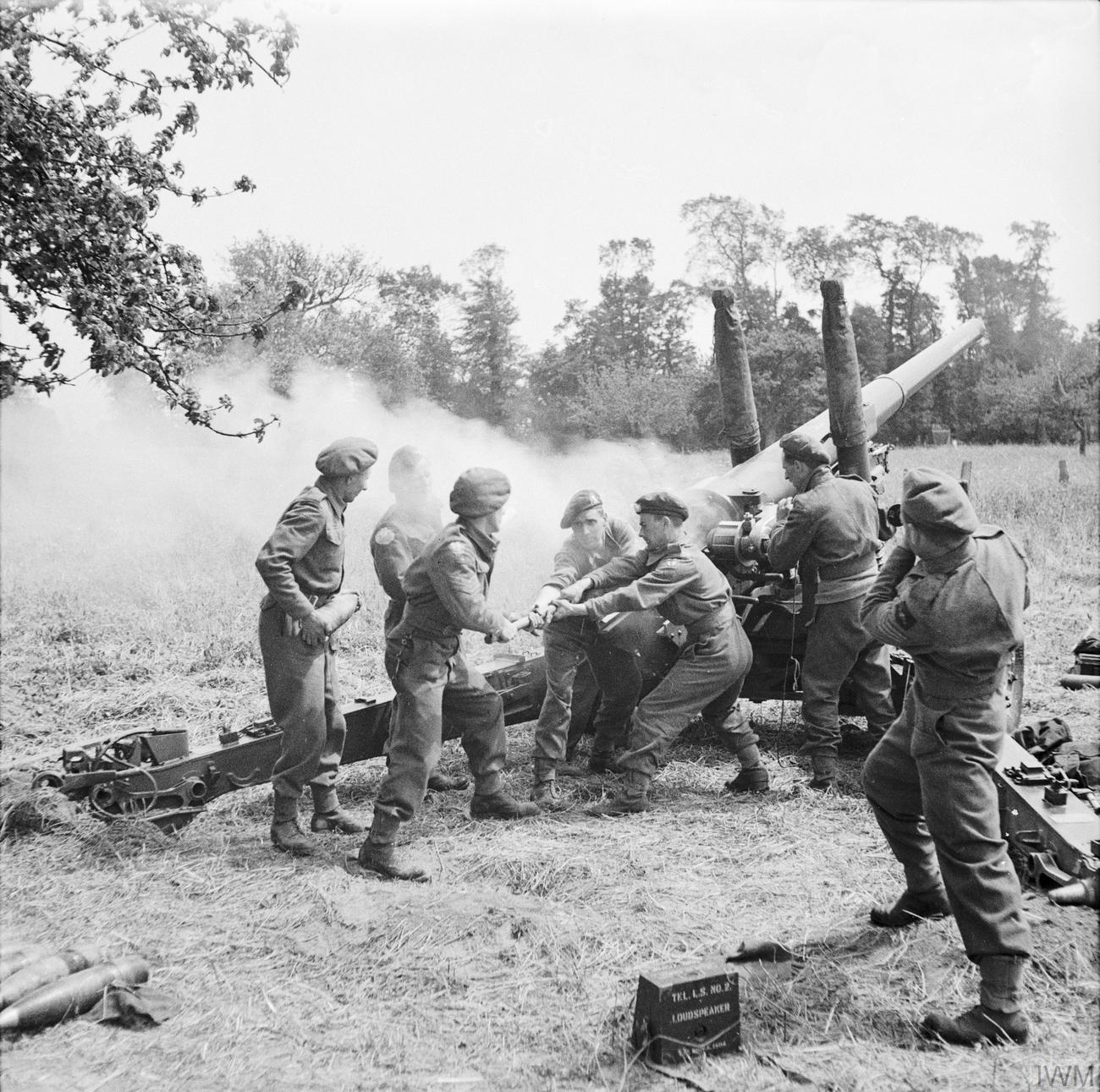
Artilharia real a sul de Caen (verão de 1944)

Simonds também mobiliza a artilharia de campanha que deve dar apoio, em hora exata, ao avanço da infantaria e iluminar os locais de combate para permitir o apoio aéreo. Esse apoio da artilharia é confiado ao 3.º grupo de artilharia do Canadá, aos regimentos de campanha das duas divisões canadianas e ao 19.º regimento de campanha da Artilharia Real do Canadá assim como ao 25.º regimento de campanha do Reino-Unido e ao 3.º e 9.º Grupo de Artilharia Real do Reino Unido. O apoio aéreo deverá atacar a floresta a leste de Garcelles a partir do 24 de julho às 21h20. Esse bombardeamento consiste, pelo menos em parte, na utilização de bombas de efeito retardado prontas para explodirem às 6h30 da manhã seguinte. Outro bombardeamento deverá ter lugar na manha do dia 25 às 7h30. A RAF deverá fazer também um "reconhecimento armado", ou seja "detonar" qualquer movimento das forças inimigas sempre que a visibilidade seja suficiente acima do campo de batalha.
Simonds prevê o início da operação à noite, com combates em ambiente urbano, às 3h30. Se a lua estiver sob um céu com nuvens, prevê aclarar as nuvens baixas através de projetores antiaéreos de forma a banhar o campo de batalha sob um falso luar. A preparação faz-se sem grande discrição pois o objetivo é colocar o máximo de tanques alemães a leste. A operação deverá ter lugar sejam quais forem as condições meteorológicas.

### Ações iniciais

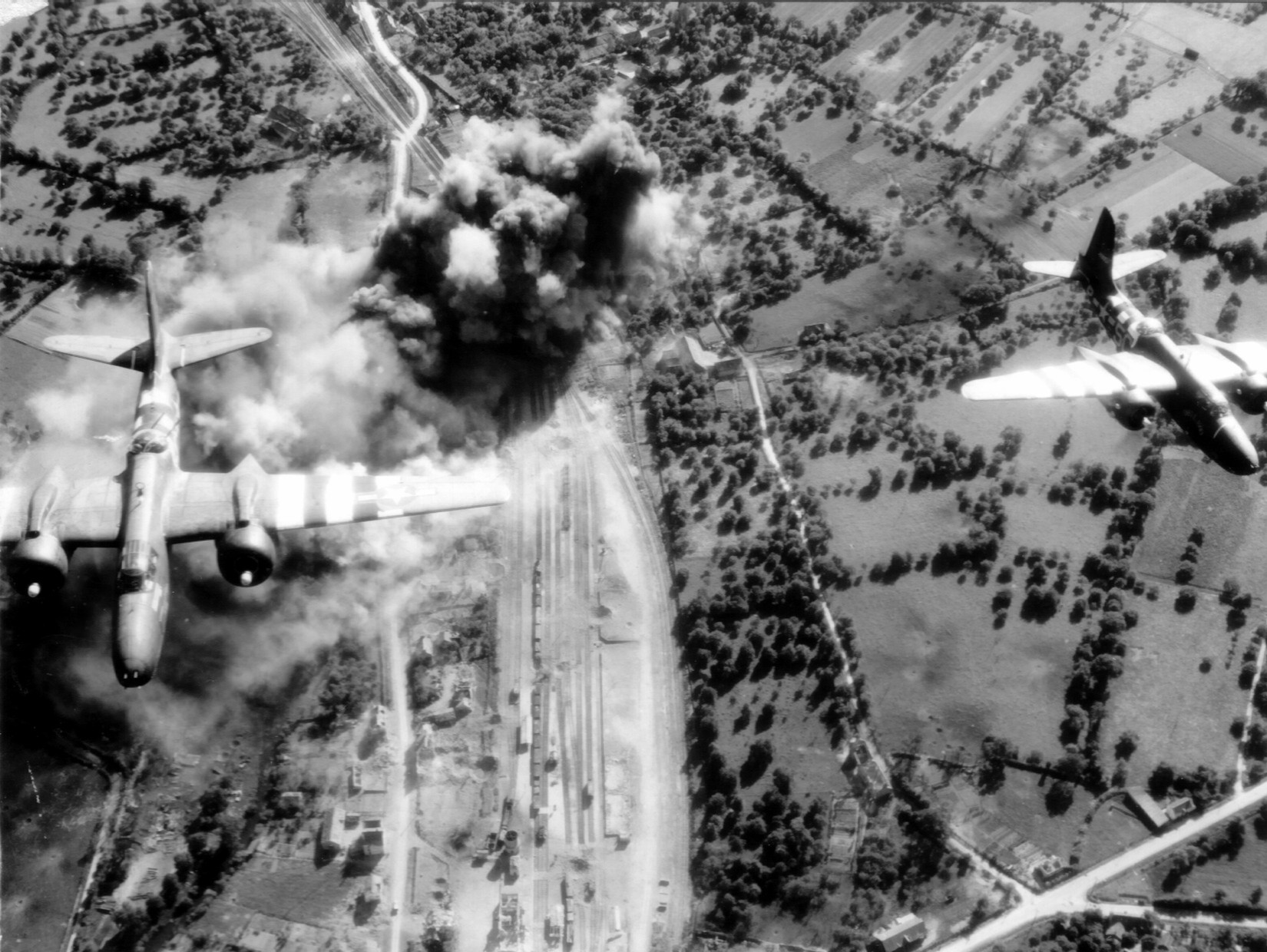
Um Boston A-20 em ação de bombardeamento na Normandia

A operação Spring começa assim pelo ataque aéreo das 21h20 sobre a floresta a leste de Garcelles. Mas os tiros antiaéreos impedem bons resultados, e apenas um avião em quatro atinge o objetivo. No mesmo instante são colocados em ação as duas operações para quebrar a linha de partida. Outros ataques aéreos têm lugar às 6h12 e às 8h30 sobre a floresta próxima de la Hogue através de 46 Mitchell e 28 Boston. Incêndios e explosões indicam que foram atingidos objetivos.

#### A quinta de Troteval
Uma companhia de fuzileiros Mont-Royal toma de assalto, com sucesso, a quinta Troteval, apoiado por fogo de artilharia, morteiros pesados e tanques dos Sherbrooke Fusiliers. Mas a tomada de Saint-André-sur-Orne e Saint-Martin-de-Fontenay é mais difícil.

#### A batalha de Saint-André-sur-Orne e Saint-Martin-de-Fontenay

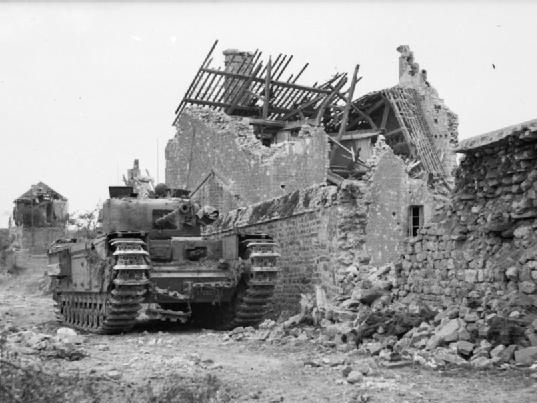
Tanque Churchill na vila de Maltot (26 de julho de 1944)

A tomada dessas duas vilas, que eram posições avançadas da 272ª divisão de infantaria alemã, foi confiada aos Queen's Own Cameron Highlanders of Canada, com suporte dos tanques dos Sherbrooke Fusiliers. O que os Cameron Highlanders não sabiam é que a sul de Saint-André-sur-Orne, no local denominado La Fabrique, um poço no centro de um grupo de prédios e com comunicação direta com todas as redes de túneis subterrâneas, permitia às tropas alemãs movimentar-se sem perigo de um setor ao outro da frente, retomando posições depois de as desocupar. Às 21h20, na escuridão da noite, os Camerons encontram dificuldades em quebrar a linha de partida. Dão-se combates sangrentos e confusos por entre os prédios de Saint-André-sur-Orne e de Saint-Martin-de-Fontenay. Ainda por cima o 2º SS-Panzerkorps detém a colina 112 e outras posições elevadas da margem esquerda do rio Orne, o que permite aos alemães abrir fogo de flanco sobre as duas vilas em apoio à 272ª divisão. Os projetores apontam para as nuvens que fornecem assim um "luar" sobre o teatro de operações. Por volta da meia-noite, os Camerons anunciam a "tomada parcial" de Saint-Martin-de-Fontenay e às 3h30, anunciam a tomada de Saint-André-sur-Orne. Apesar da existência de uma viva resistência favorecida pela rede de túneis subterrâneos, anunciam terem quebrado a linha.

### Ataque aliado

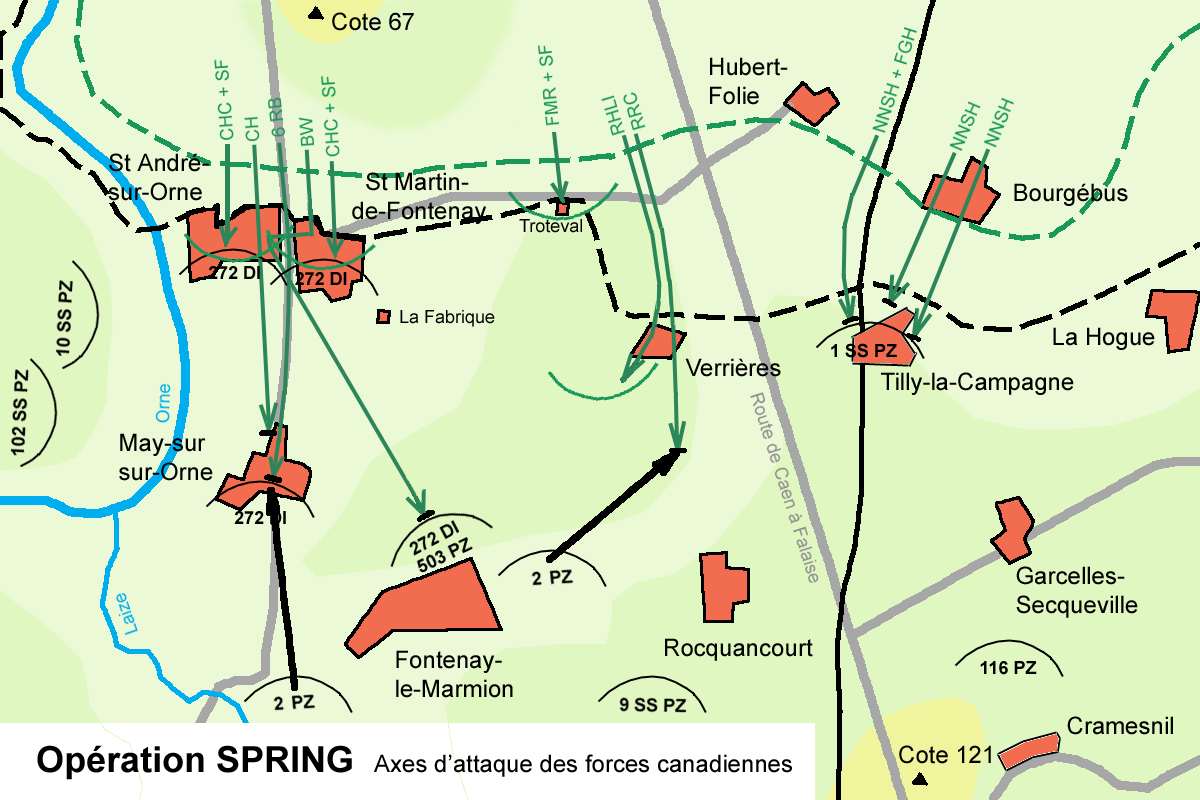
Ataque dos aliados a 25 de julho de 1944

#### A batalha de May-sur-Orne

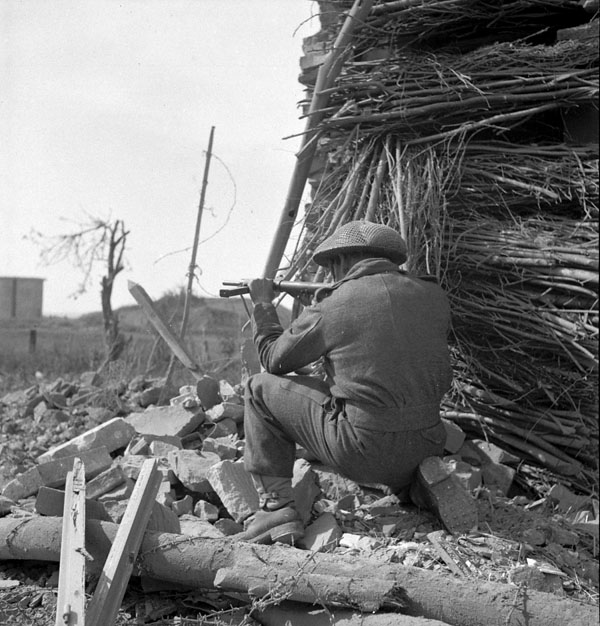
Soldado canadiano em May-sur-Orne

Às 3h30, os Calgary Highlanders atacam desde Saint-André-sur-Orne com o objetivo de tomar May-sur-Orne. De imediato se dão conta de que a linha de partida não fora completamente liberta dos inimigos e a progressão tem atrasos desde o começo do ataque. No início da manhã elementos do batalhão chegam aos limites norte de May, mas têm de recuar para a linha de partida perante um contra-ataque da 272ª divisão de infantaria alemã. O Tenente Coronel D.G. MacLauchlan, comandante dos Calgary Highlanders, tem ainda o problema de, devido às péssimas comunicações rádio, não saber exatamente como vão as ações das suas companhias, deixando as tropas com suas próprias iniciativas.
A meio da manhã tentam novamente tomar May, mas a resistência alemã empurra-os para Saint-André, infligindo duras perdas ao batalhão. Com essa derrota dos Calgary o flanco direito dos Black Watch (que executam ações em direção Fontenay-le-Marmion) fica exposto. Uma companhia dos 1.º Hussars é enviada em direção a May e, a partir daí, dá fogo de apoio aos Black Watch. Três secções de tanques entram em May antes dos Black Watch atingirem a cratera, não podendo apoiá-los pois são violentamente atacados por canhões antitanques e tanques Panther. Os carros de combate de três chefes das secções são colocados fora de combate, e os tanques ainda com capacidade de combate recuam e voltam para trás. Ao longo do dia, todos os oficiais do esquadrão excepto um serão colocados na lista de perdas.

#### A batalha de Fontenay-le-Marmion

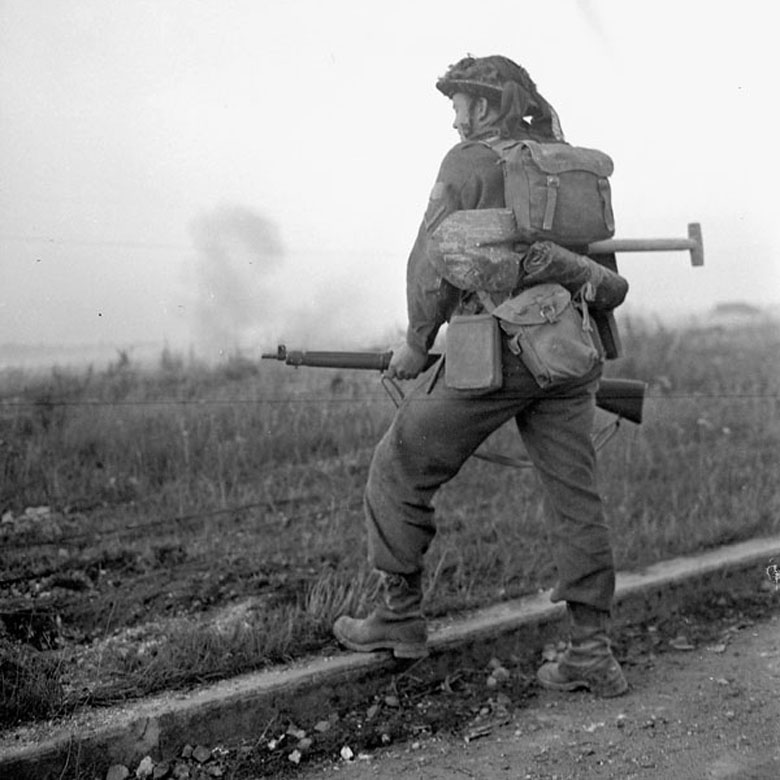
À espera do fim do fogo de artilharia para iniciar o assalto

Às 3h30 os Black Watch tomam posições avançadas em Saint-Martin-de-Fontenay. A travessia das linhas dos Queen's Own Cameron Highlanders of Canada é dificultada pela presença alemã. Os Black Watch perdem muito tempo tentando desalojá-los na escuridão. É durante essas ações que o tenente coronel S.S.T. Cantlie, comandante dos Black Watch, é mortalmente ferido por uma rajada de metralhadora. O comando passa então para o major F.P.Griffin.
Os atrasos não permitem a execução do ataque no horário estabelecido sob a cobertura do fogo de artilharia a horas fixas. Griffin conduz o seu batalhão para Saint-André-sur-Orne, local que os Queen's Own Cameron Highlanders of Canada declararam livre. Pede um novo plano de apoio coordenado com artilharia e tanques e, entretanto, envia uma patrulha de reconhecimento para May-sur-Orne. Essa patrulha penetra na vila e informa os Calgary Highlanders de que a posição tinha uma fraca defesa alemã. Mais tarde, os Calgary constatariam, durante o seu ataque, que essa informação estava errada e que os alemães apenas tinham contido o seu poder de fogo.